# Mr. K (pel·lícula)
Mr. K s una pel·lícula de drama surrealista del 2024 escrita i dirigida per Tallulah H. Schwab protagonitzada per Crispin Glover.

## Argument
El Sr. K, un mag viatger, es troba en un malson kafkià quan no troba la sortida de l'hotel on ha dormit. Els seus intents de sortir només el fan més endins, i l'enreden encara més amb l'hotel i els seus curiosos habitants.

## Repartiment
- Crispin Glover as Mr. K
- Sunnyi Melles
- Fionnula Flanagan
- Bjørn Sundquist
- Dearbhla Molloy
- Barbara Sarafian
- Jan Gunnar Røise
- Esmée van Kampen
- Sam Louwyck

## Producció
La pel·lícula és una coproducció noruega, belga i holandesa de Lemming Productions juntament amb A Private View i The Film Kitchen i va comptar amb la participació i el finançament de Netherlands Film Fund, The Netherlands Film Production Incentive, CoBO Fund, AVROTROS, Creative Europe, LevelK, Eurimages, Screen Flanders, Flanders Audiovisual Fund, Belgian Tax Shelter and Norsk Filminstitut.
L'abril de 2023, es va revelar que el projecte havia acabat el rodatge als Països Baixos.

## Llançament
La pel·lícula es va estrenar a la competició Platform Prize del 49è Festival Internacional de Cinema de Toronto el 6 de setembre de 2024. També fou exhibida com a part del programa Flash Forward del 29è Festival Internacional de Cinema de Busan i va competir a la selecció oficial del LVII Festival Internacional de Cinema Fantàstic de Catalunya. Va ser llançat als Països Baixos el 16 de gener de 2025..